# 非人化
非人化（英語：Dehumanization），又稱非人性化或去人性化，是指對他人的人性的充分否認，經常隨之而來的是對其他人的殘酷，以及對他人痛苦的不憐憫。一個實際的定義是，任何不将他人视作人的行为或者想法均属于非人化。在這個定義中，每一個將人視為“低於”人的行為或思想都是非人化。非人化往往是煽動種族滅絕的一種手段，它還常被用來為戰爭、法外處決、奴役等行為辯護，另外用來攻擊敵人或政治對手。

## 概念

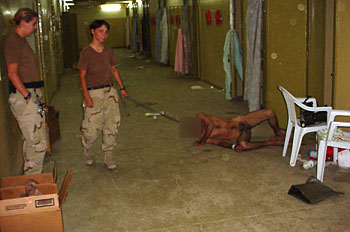
阿布格萊布監獄的一名囚犯被迫在地板上爬行，林迪·英格蘭拉著系在脖子上的皮帶，而梅根·安布爾則在一旁觀看。

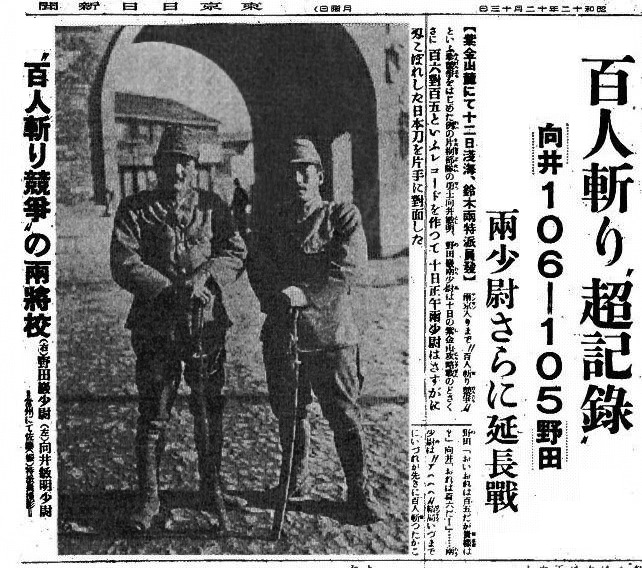
佔領中國的兩名日本軍官比賽看誰能（用劍）先殺死一百人。

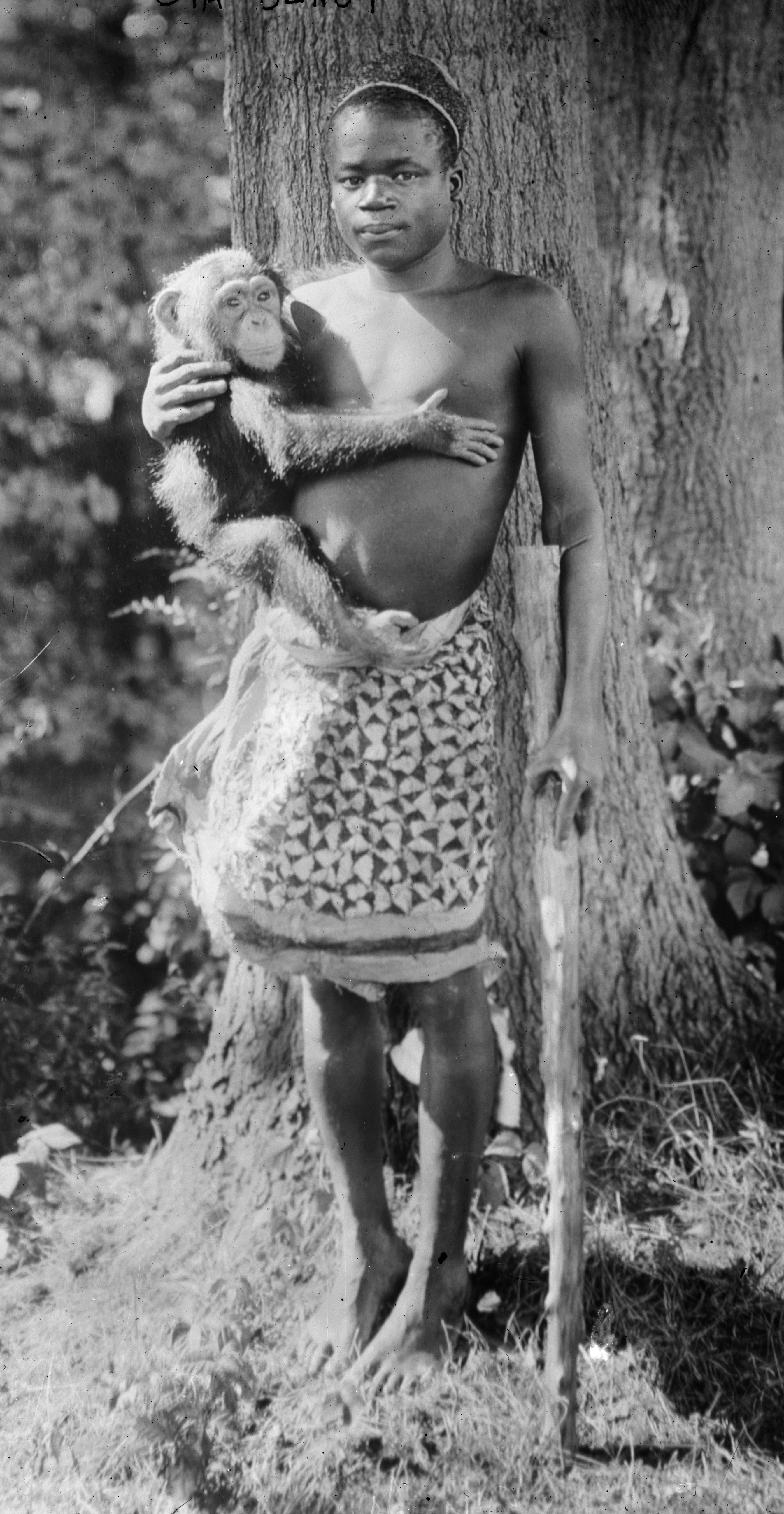
Ota Benga，布朗克斯動物園的人類展覽，1906 年。

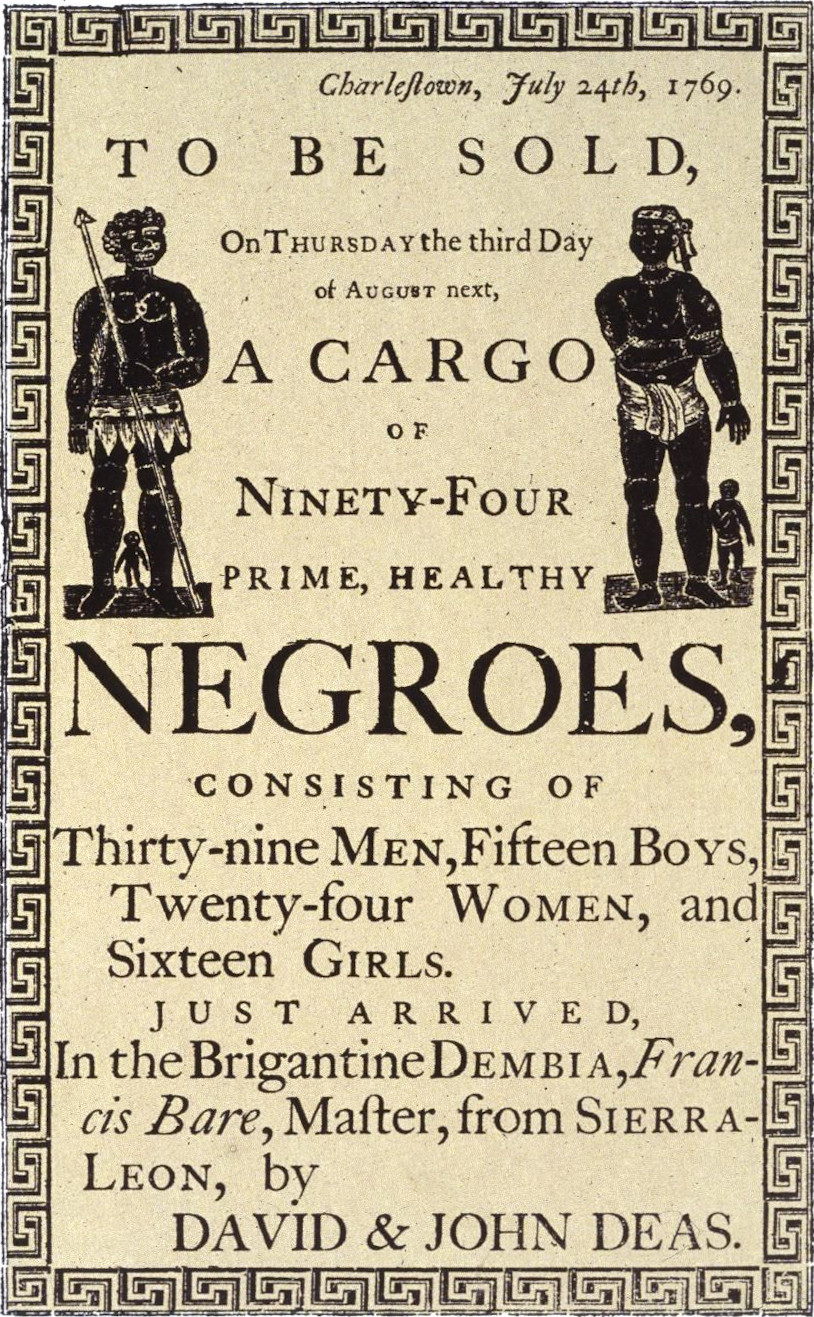
1769 年南卡羅來納州查爾斯頓奴隸拍賣廣告傳單的複製品。

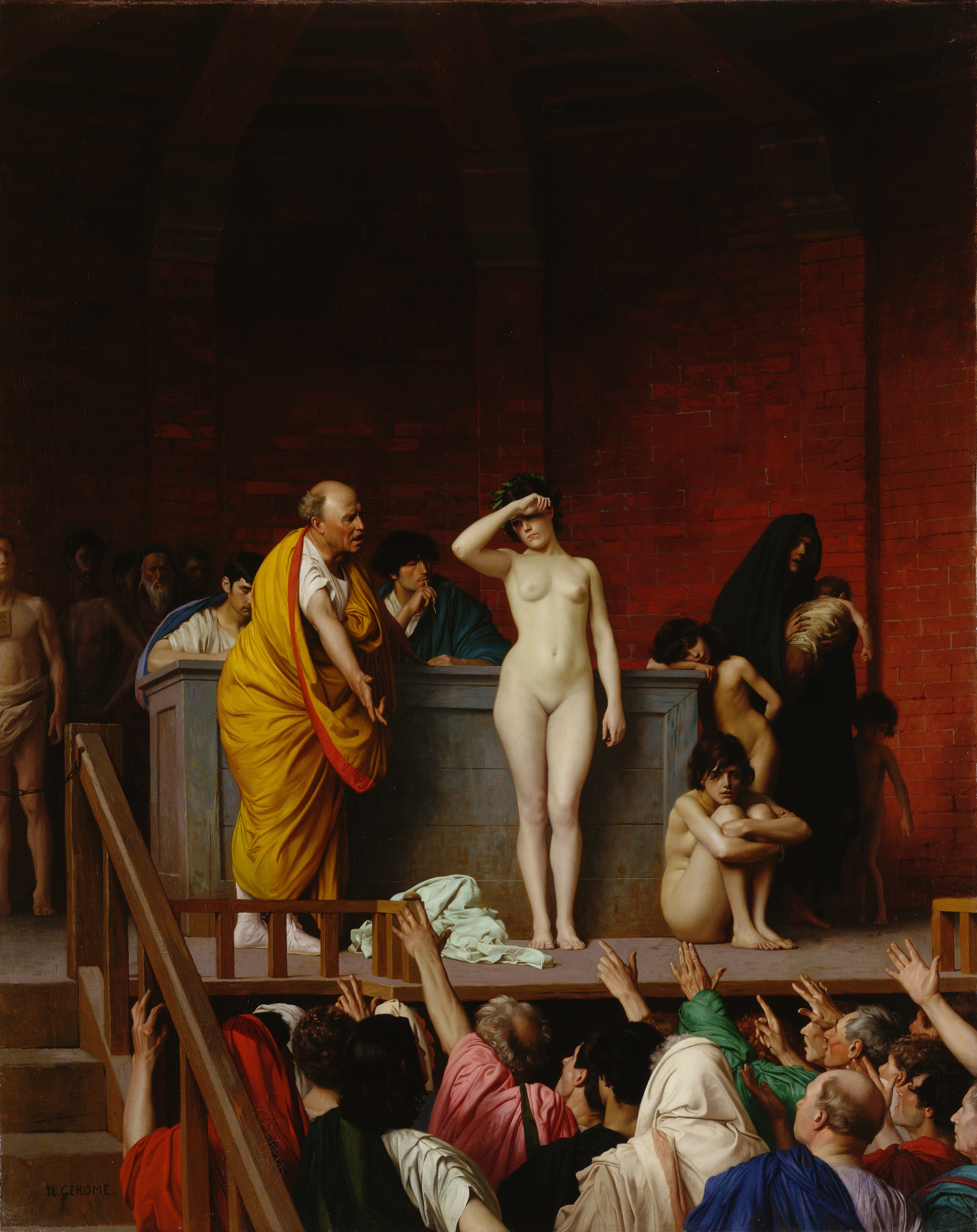
描繪了古羅馬的一次奴隸拍賣。 任何不是羅馬公民的人都會受到奴役，並被視為私有財產。

在行為上，非人化描述了一種對待他人的傾向，這種傾向將他人的個性貶低為“個體”物種或“個體”對象（例如，對人類採取不人道行為的人）。作為一個過程，去人化可以被理解為擬人化的對立面，擬人化是一種修辭手法，其中無生命的物體或抽象事物被賦予了人類的品質； 那麼非人化就是對這些相同品質的剝奪或對抽象的還原。非人化為心理學家阿尔波特·班杜拉道德疏離的八種形式之一。道德疏離，即是把自己所做的不道德行為合理化。透過道德疏離，人類能夠犯上可怕的罪行，使暴力合理化。
在幾乎所有情況下，非人化與破壞社會規範一起被貶義地使用，前者適用於行為非人化的行為者，後者適用於非人化的行動或過程。 例如，那些被認為缺乏文化或文明的人被非人化，這些概念被認為是將人類與動物區分開來的。社會規範定義了人道行為，並反身定義了人道行為之外的行為或不人道行為。 非人化在提出競爭性社會規範的廣度上不同於不人道的行為或過程。 這是一種非人化行為，因為舊規範被貶低為相互競爭的新規範，然後重新定義非人化行為。 如果新規範不被接受，那麼這種行為仍然是一種非人化行為。 非人化的定義仍然處於相對於個人和社會規模的類型標記歧義的反身狀態。
用生物學方面來說，非人化可以描述為使人類物種邊緣化的外來物種，或非人道地貶低其他人的過程。在政治學和法理學中，非人化行為是人權的推論異化或自然權利的非自然化，其定義取決於主導的國際法，而不是受人文地理限制的社會規範。 在這種情況下，物種內的特殊性不需要構成全球公民或其不可剝奪的權利； 人類基因組繼承了兩者。。
從理論上講，非人化有兩種形式：動物性非人化，主要在群體間使用； 和機械的非人化，主要是在人際關係的基礎上使用。去人性化可能發生在話語上（例如，將個體人類比作非人類動物的慣用語、辱罵、從話語中抹去一個人的聲音）、象徵性地（例如，圖像）或身體上的（例如，動產奴役、身體虐待、拒絕眼神 接觸）。 去人性化往往會忽視目標的個性（即他們個性中創造性和令人興奮的方面），並且會阻礙人們產生同理心去正確理解被污名化的群體。
非人性化可以由社會機構（如國家、學校或家庭）、人際關係甚至個人內部進行。 非人化可能是無意的，尤其是對個人而言，就像某些類型的事實上的種族主義一樣。 歷史上，國家組織的非人化針對的是被視為政治、種族、民族、民族或宗教的少數群體。 其他少數群體和邊緣化的個人和群體（基於性取向、性別、殘疾、階級或其他一些組織原則）也容易受到各種形式的非人化。 非人化的概念在心理學文獻中受到實證關注 ，它在概念上與非人化、去合法化、道德排斥和客體化有關。 非人化發生在多個領域； 它受到地位、權力和社會關係的促進； 並導致排斥、暴力和支持暴力侵害他人等行為。去人性化被視為群體間暴力的核心組成部分，因為它通常是道德排斥最重要的先兆，而道德排斥是一種將被污名化的群體置於道德價值觀、規則和公平考慮適用範圍之外的過程。
新英格蘭大學人性項目的主任兼創始人戴維·利文斯通·史密斯（David Livingstone Smith）認為，從歷史上看，人類幾千年來一直在相互非人化。史密斯在他的著作《非人化的悖論》中提出，非人化同時將人視為人和非人。 正如史密斯指出的那樣，這個悖論浮出水面，因為人們被非人化的原因是他們的人性可以被利用。
在奧地利心理學家赫伯特·凱爾曼（Herbert Kelman）關於非人化的著作中，他指出人性具有兩個特徵：“身份”（即認為人“是獨立的、有別於他人、能夠做出選擇的個體”）和“社區”（將此人視為“相互關心的個人相互聯繫的網絡的一部分）。當目標在社區中的能動性和嵌入性被否認時，他們將不再引起同情或其他道德反應，並可能遭受暴力。
非人化表明，個人認為和對待外群體成員“不那麼人性化”，更像動物，而奧地利民族學家 Irenäus Eibl-Eibesfeldt 使用術語“偽物種形成”，這是他從精神分析學家埃里克埃里克森那裡借來的，暗示被非人化的人或人被視為非人類物種的成員。具體來說，與外群體相比，個人更多地將次級情緒（被視為人類獨有的）與內群體聯繫起來。 主要情緒（所有有情眾生所經歷的情緒，無論是人類還是其他動物）被發現與外群體更相關。
根據丹尼爾·巴爾-塔爾 (Daniel Bar-Tal)的說法，去合法化是“將群體分類為極端消極的社會類別，這些類別被排除在被認為在可接受的規範和價值觀範圍內行事的人類群體之外”。當外群體受制於一套與內群體成員的社會關係不同的道德價值觀、規則和公平時，就會發生道德排斥。當個人將他人非人化時，當他們對待他人不當時，他們將不再感到痛苦。 道德排斥被用來解釋種族滅絕、嚴厲的移民政策和優生學等極端行為，但它也可能發生在更經常的、日常的歧視層面上。 在實驗室研究中，被描述為缺乏人性的人受到特別嚴厲和暴力的對待。
雖然與外群體目標的社會距離是非人化的必要條件，但一些研究表明僅此是不夠的。 心理學研究已將高地位、權力和社會關係確定為附加因素。 高地位群體的成員更經常將人性與內群體聯繫在一起，而不是與外群體聯繫起來，而低地位群體的成員在與人性的聯繫上沒有表現出差異。 因此，地位高的人更有可能貶低他人。 低地位群體更多地與人性特徵（例如，溫暖、情緒化）相關，而不是獨特的人類特徵，這意味著他們比人類更接近動物，因為這些特徵是人類的典型特徵，但可以在其他物種中看到。 此外，另一項工作發現，處於權力地位的個人更有可能將他們的下屬物化，將他們視為達到目的的手段，而不是關注他們本質上的人性品質。 最後，社會聯繫——想著一個親密的人或在一個親密的人的實際存在中——通過減少人類精神狀態的歸因、增加對像對待動物一樣對待目標的支持以及增加支持嚴厲審訊策略的意願來實現非人化。 這是違反直覺的，因為社會聯繫記錄了個人健康和福祉的好處，但似乎損害了群體間的關係。
神經影像學研究發現，內側前額葉皮層——一個明顯參與將精神狀態歸因於他人的大腦區域——顯示出對極度非人化目標（即，根據刻板印象內容模型被評為低熱情和低能力的目標）的激活減少 ，如吸毒者或無家可歸者）。

### 種族與群體

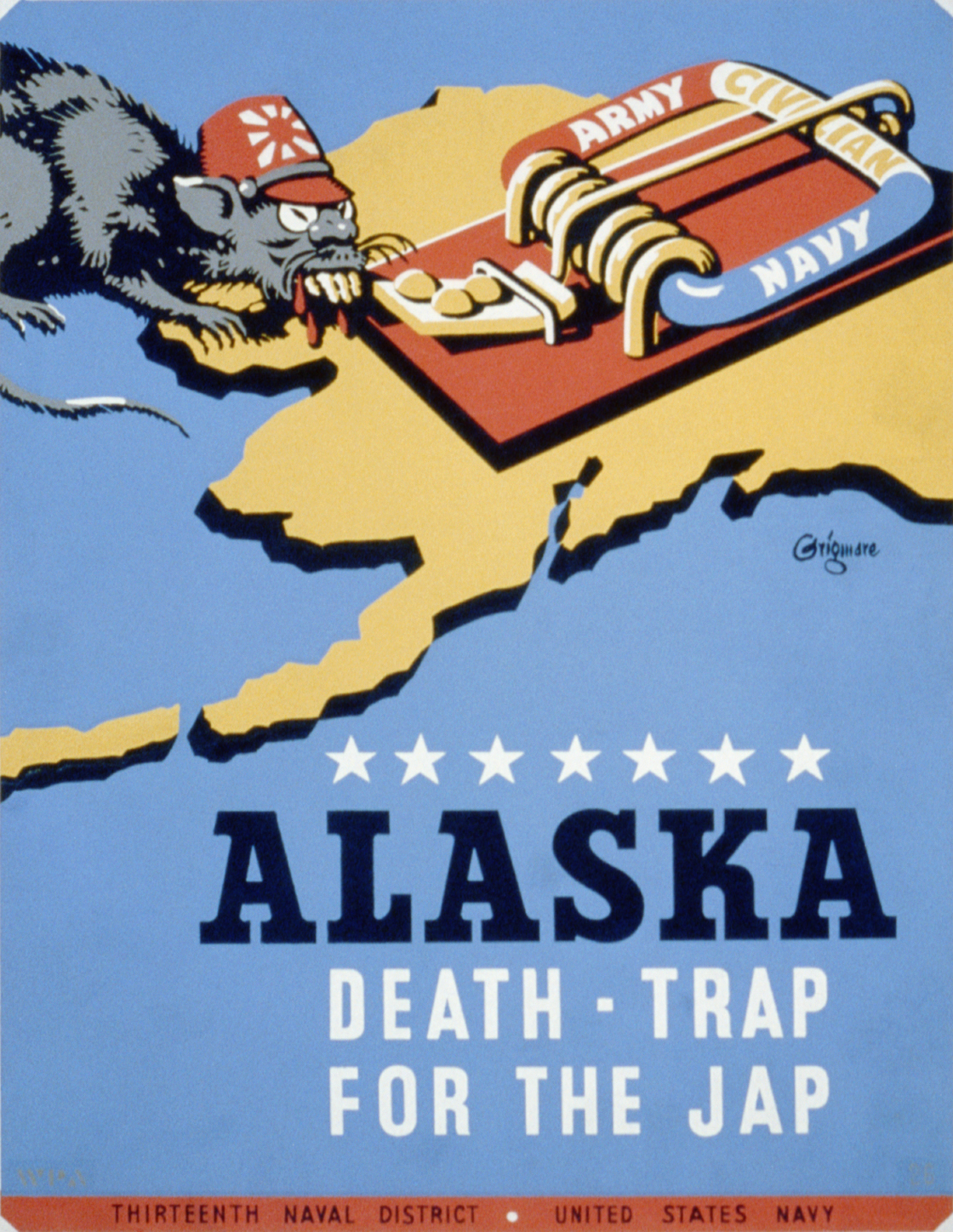
第二次世界大戰的美國政府宣傳海報，一名被描繪成老鼠的日本士兵

群體間衝突經常導致非人化， 在流行文化和學術研究中，其他種族通常被描繪成動物。在某種程度上，個人具有這種非人性化的隱性聯想，他們更有可能支持針對非裔美國人的暴力行為（例如，陪審團決定處決被告）。從歷史上看，非人化經常與種族滅絕衝突有關，因為衝突之前和期間的意識形態將受害者描述為非人類（例如囓齒動物）。移民也可能以這種方式被非人化。
1901 年，澳大利亞的六個殖民地同意建立聯邦，創建了現代民族國家澳大利亞及其政府。 第 51 (xxvi) 條將原住民排除在受特別法律保護的群體之外，第 127 條將原住民排除在人口統計之外。 1902 年聯邦特許經營法斷然剝奪了原住民的投票權。 原住民澳大利亞人無法享受提供給其他人的社會保障福利（例如，老年養老金和產假津貼）。 農村地區的原住民在結婚、工作、生活和行動的地點和方式方面受到歧視和控制

### 媒體驅動的非人化
愛德華·塞繆爾·赫爾曼 (Edward S. Herman)和諾姆·杭士基提出的宣傳模型認為，當企業媒體宣傳公司根據合同有義務最大化的目標（營利）時，他們能夠開展大規模、成功的非人化運動。國家媒體也有能力開展非人化運動，無論是在民主國家還是獨裁國家，這種運動非常普遍，以至於人們無法避免非人化的模因。
非國家行為者——尤其是恐怖分子——也訴諸非人化來推進他們的事業。 1960 年代的恐怖組織 Weather Underground 提倡對任何權威人物使用暴力，並使用“警察是豬”的模因來說服成員他們不是在傷害人類，而只是在殺死野生動物。 同樣，諸如“恐怖分子只是人渣”之類的言論是一種非人化行為。

## 例子

### 美洲原住民
美洲原住民在美國獨立宣言中被非人化為“無情的印第安野蠻人”。在1890年12月傷膝河大屠殺之後，作家李曼·法蘭克·鮑姆寫道︰
[我們的]先驅者之前曾宣稱，我們唯一的安全取決於對印第安人的徹底滅絕。 幾個世紀以來，我們一直在冤枉他們，為了保護我們的文明，我們最好再冤枉他們一次，把這些野蠻的、無法馴服的生物從地球上抹去。 
在馬丁路德金的民權著作《我們為什麼不能等待》中，他寫道︰
我們的國家誕生於種族滅絕中，當時它接受了原始美國人 - 即印第安人 - 是劣等種族的學說。 甚至在我們的海岸上出現大量黑人之前，種族仇恨的傷疤就已經毀壞了這個殖民社會。 從16世紀開始，這個國家的種族至上鬥爭就已經開始流血，我們也許是唯一一個試圖將消滅其土著人口作為國家政策的國家。 此外，我們將這一悲慘經歷提升為一場崇高的十字軍東征。 事實上，即使在今天，我們也不允許自己拒絕或為這一可恥的事件感到懊悔。 我們的文學、我們的電影、我們的戲劇、我們的民間傳說都在頌揚它。
馬丁路德金是美洲原住民權利運動的積極支持者，他將其與自己領導的黑人民權運動相提並論，這兩個運動都旨在推翻廣大公眾對他們持有的非人化態度。

### 美國黑人
有證據表明，這種表現在美國持續存在，非裔美國人與猿類隱含著聯繫。在美國，非洲裔美國人被歸類為非人類靈長類動物，從而失去了人性。 一名也參與羅德尼·金毆打事件的加州警官將一對美國黑人夫婦之間的爭執描述為“迷霧中的大猩猩”。 
1921年的土爾沙種族屠殺也構成了涉及非人化的尊嚴剝奪。 白人暴徒通過襲擊、搶劫和摧毀格林伍德的房屋和企業，使非洲裔美國人失去人性，格林伍德是一個以黑人為主的社區，被稱為“黑人華爾街”。

## 藝術上的非人化
西班牙浪漫主義時期著名畫家和版畫家弗朗西斯科·戈雅 (Francisco Goya) 經常描繪涉及戰爭暴行和殘酷暴力的主觀性，傳達非人化的過程。 在繪畫的浪漫時期，殉難藝術通常是神化受壓迫和折磨的人的一種手段，戈雅經常描繪邪惡的人物做出這些不公正的可怕行為。 但畫家通過非人化這些烈士形像打破了這一慣例，這是革命性的。 “......人們不知道這幅畫描繪的是誰，戈雅如此堅定地將他的主題從烈士減少到肉。